# Raficer de Sharpe
El raficer de Sharpe (Raphicerus sharpei) és una espècie de mamífer artiodàctil de la subfamília dels antilopins àmpliament distribuïda per les sabanes de l'Àfrica oriental i Meridional; s'estén des de Namíbia i Sud-àfrica fins a Tanzània.